# 怪談乳房榎
『怪談乳房榎』（かいだんちぶさえのき）は、三遊亭圓朝により創作された怪談噺である。新聞連載後、1888年（明治21年）に出版された。舞台化・映像化されている。

## あらすじ
絵師として活躍していた菱川重信の妻・おきせに惚れてしまった磯貝浪江という浪人は、重信の弟子となっておきせに近づき、関係を持たないと子供を殺すと脅迫し、おきせと関係を持ってしまう。それだけでは飽き足らない浪江はおきせを独占するため、師を惨殺する。夫の死のショックで乳の出なくなったおきせの元に、死んだ重信の亡霊が現れ、乳を出す不思議な榎が松月院にあると教え、やがてその榎の乳で育った子・真与太郎は父を殺した浪江を討ち仇を取る。

## 1990年代以降の刊本
- 『怪談牡丹燈籠　怪談乳房榎』筑摩書房〈ちくま文庫〉（安藤鶴夫解説）、1998年。ISBN 448003420X
- 三遊亭圓生版「乳房榎」（『圓生の落語 2 雪の瀬川』河出書房新社〈河出文庫〉、2010年 に収録）
- 『怪談牡丹燈籠　怪談乳房榎』KADOKAWA〈角川ソフィア文庫〉（堤邦彦解説）、2018年。ISBN 4044003424

## 関連作品
- 映画
  - 『怪談乳房榎』（1917年、日活）
  - 『怪談乳房榎』（1958年、新東宝）
- テレビドラマ
  - 『怪談乳房榎』（1969年、怪奇ロマン劇場、NET（現：テレビ朝日））
- 歌舞伎
  - 『怪談乳房榎』（1993年、歌舞伎座）
  - 『怪談乳房榎』（2014年、平成中村座公演、ローズシアター（リンカーン・センター・フェスティバル参加作品]）[1]